# Idioma sumerio
El sumerio (autoglotónimo: 𒅴𒂠 emeg̃ir) fue la lengua del antiguo Sumer, que se habló en el sur de Mesopotamia desde por lo menos el IV milenio a. C. Fue gradualmente reemplazada por el acadio como lengua hablada hacia el siglo XIX a. C., pero continuó en uso como lengua sagrada y de empleo científico en Mesopotamia hasta comienzos de nuestra era. A partir de ese momento entró en el olvido hasta el siglo XIX.
No está relacionado con las demás lenguas de la zona ya que no es ni semita, ni camita (no es camito-semítica), ni indoeuropea, ni elamo-drávida (grupo, este último, al que pertenece la lengua elamita, por ejemplo) y se considera, por tanto, una lengua aislada.
La lengua sumeria es la lengua escrita más antigua que se conoce. Su escritura, que es llamada cuneiforme por la forma de cuña de sus trazos, se empleó más tarde para escribir lenguas muy diferentes como el acadio, el ugarítico, el elamita, etc. También se adaptó para algunas lenguas indoeuropeas, como el hitita, que además poseía una escritura propia jeroglífica como la de los egipcios, aunque independiente de esta última. También el persa aqueménida adoptó la escritura cuneiforme.
Durante el tercer milenio a. C., se desarrolló una simbiosis cultural íntima entre los sumerios y los acadios de habla semítica, que incluyó un bilingüismo generalizado. La influencia entre el sumerio y el acadio (semítico oriental) es evidente en todas las áreas, desde el préstamo léxico en una escala sustancial, hasta la convergencia sintáctica, morfológica y fonológica. Esto ha llevado a los eruditos a referirse a "sumerio y acadio" en el III milenio a. C. como un Sprachbund o área de convergencia lingüística.
En el siglo XXI son pocos los expertos que estudian este idioma. Existen cursos en centros de educación superior como la Universidad San Dámaso, en Madrid, España.

## Las etapas del Sumerio
El sumerio fue evolucionando a lo largo del tiempo y atravesando distintas etapas que los arqueólogos han intentado clasificar. El sumerio arcaico corresponde a la primera etapa de inscripciones, durante el período de Jemdet Nasr (Uruk III), alrededor del tercer milenio a. C. Entre los siglos XXX y XX a. C. se sucedieron varias etapas más, si bien, el sumerio fue debilitándose poco a poco como lengua nativa en favor del acadio.
Aunque no existe un consenso claro entre los investigadores, los textos escritos con posterioridad al segundo milenio a. C. suelen ser considerados post-sumerios, pues la lengua ya se habría extinguido y los textos escritos nos habrían llegado por medio de los escribas babilónicos, que utilizaban la escritura cuneiforme del sumerio con fines religiosos, científicos o literarios. Suele considerarse entonces, de manera aproximada, que la lengua sumeria desapareció al concluir la tercera dinastía de Ur, el último estado sumerio predominante en Mesopotamia, alrededor del 2000 a. C. Sin embargo, la impronta que ejerció permaneció entre la clase alta, que lo mantuvo un tiempo más como lengua culta y de prestigio, de una manera similar al latín en la Edad Media europea.

## Desciframiento

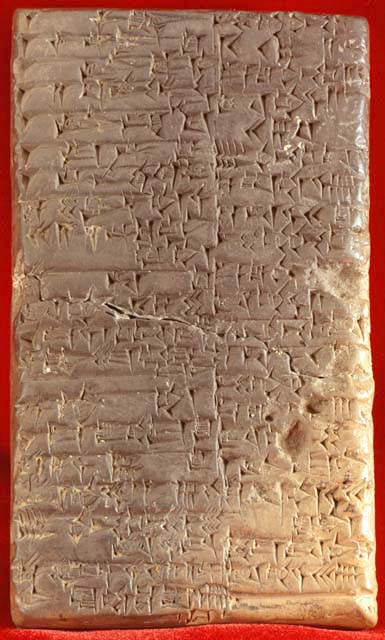
Tablilla con escritura cuneiforme.

Henry Rawlinson (1810-1895) descifró la escritura cuneiforme de Mesopotamia gracias a la inscripción de Behistún, una inscripción trilingüe escrita en persa antiguo, elamita y acadio (del mismo modo que la clave para el desciframiento de los jeroglíficos egipcios fue la piedra de Rosetta transcrita por Jean François Champollion en 1822). En 1838 descifró la parte en persa antiguo gracias a su conocimiento del persa moderno y cuando en 1843 recuperó el resto del texto, él y otros fueron capaces de traducir gradualmente las secciones en elamita y acadio, empezando por los 37 signos que había descifrado del persa antiguo. Rawlinson ayudó a preparar las Inscripciones Cuneiformes de Asia Occidental (5 vol., 1861–84) para el Museo Británico. Estos enormes volúmenes de transcripciones de tablillas cuneiformes fueron la fuente primaria de textos para los primeros expertos en escritura cuneiforme, e.g., el padre Johann Strassmaier que compiló un Alphabetisches Verzeichnis (silabario cuneiforme) en los años 1880, pero los volúmenes de Rawlinson contenían poco sumerio porque reproducen principalmente tablillas del acadio- hablado en Nínive y Babilonia.
Ernest de Sarzec (1832-1901) empezó a excavar el lugar sumerio de Tello (antigua Girsu, capital del estado de Lagash) en 1877, y publicó la primera parte de Descubrimientos en Caldea (Découvertes en Chaldée) con transcripciones de tablillas sumerias en 1884. La Universidad de Pensilvania empezó a excavar en Sumer, en Nipur, en 1888. Una lista clasificada de ideogramas sumerios por R. Brünnow apareció en 1889. Se le acredita el haber tratado científicamente por primera vez un texto bilingüe sumerio-acadio a Paul Haupt (1858-1926), que publicó Die sumerischen Familiengesetze: in Keilschrift, Transcription und Übersetzung : nebst ausführlichem Commentar und zahlreichen Excursen : eine assyriologische Studie (Las leyes familiares sumerias) (Leipzig: J.C. Hinrichs, 1879).
El desconcertante número y variedad de valores fonéticos que podían tener los signos sumerios llevaron a un desafortunado desvío en la comprensión de la lengua. Un orientalista radicado en París, Joseph Halevy, defendía desde 1874 que el sumerio era un código secreto. Los más importantes asiriólogos estuvieron discutiendo el tema más de una década. Incluso el gran Friedrich Delitzsch aceptó los argumentos de Halevy de 1885 hasta 1897. Delitzsch continuaría con la publicación de un diccionario y una gramática: Sumerisches Glossar y Grundzüge der sumerischen Grammatik, ambos publicados en 1914.
Arno Poebel, alumno de Delitzsch, publica en 1923 una gramática con el mismo nombre de la publicada por su maestro, Grundzüge der sumerischen Grammatik, que durante 50 años será la obra estándar para los estudiosos del sumerio. La gramática de Poebel fue superada finalmente en 1984 cuando apareció The Sumerian Language, An Introduction to its History and Grammatical Structure de Marie-Louise Thomsen.

La dificultad en la traducción del sumerio está muy bien ilustrada en una cita de Miguel Civil de la Universidad de Chicago en la que se refiere a una tablilla en la que se explica cómo hacer cerveza:
Dos intentos anteriores, de J.D. Prince en 1919 y M. Witzel en 1938, habían producido resultados bastante insatisfactorios. Una línea que actualmente cualquier estudiante de sumerio de primer año traduce como "tú eres el que extiende la malta tostada en una gran estera (para enfriar)", se tradujo como "tú real productor del relámpago, exaltado funcionario, ¡poderoso!" por el primer autor y como "más fuerte con el Gugbulug(-poción) el gran-visir" por el segundo.

Dos desarrollos realizados durante los años 1950 permitieron una mejor comprensión de la literatura sumeria. En Chicago Benno Landsberger estaba editando material para el Sumerian Lexicon. En Filadelfia, dónde yo había trabajado antes de 1963, Samuel Noah Kramer estaba ocupado poniendo a disposición de los estudiosos tantas tablillas como fuera posible de las colecciones de Filadelfia, Estambul y Jena.
Landsberger trabajó en la publicación de las importantes tablillas bilingües sumerio-acadias del período babilónico, que han ayudado mucho en nuestro conocimiento del vocabulario. Kramer y Thorkild Jacobsen incrementaron nuestra comprensión del sumerio publicando y traduciendo textos literarios sumerios.

### Transcripción o interpretación
La transcripción, en un contexto cuneiforme, es el proceso por el cual un epigrafista realiza un dibujo que muestra los signos en una tablilla de barro o una inscripción en piedra y que se adecua para su publicación o con el original para ver si algún signo, especialmente los rotos o dañados, podrían ser representados de otra forma.

### Transliteración
La transliteración es el proceso por el que un sumerólogo representa los signos cuneiformes en escritura latina.
Dependiendo del contexto un signo cuneiforme puede ser leído bien como uno de varios posibles logogramas, cada uno de los cuales corresponde a una palabra en la lengua hablada sumeria, bien como sílaba fonética (V, VC, CV o CVC) o bien como un determinativo (marcador de la categoría semántica, como en el caso de trabajos o lugares).
Algunos logogramas sumerios se escribían con varios signos cuneiformes. Estos logogramas se llaman diri, debido al logograma 'diri' que se escribe con los signos SI y A. La transliteración de una tablilla mostrará solamente el logograma, como la palabra 'diri', pero no los componentes separados del signo.

## Clasificación
Es una lengua aglutinante, lo que quiere decir que las palabras pueden formarse a base de una serie de sufijos más o menos distinguibles y más o menos separables. Es una lengua parcialmente ergativa.
Se ha intentado infructuosamente relacionar filogenéticamente el sumerio con casi cualquier otra lengua aglutinante conocida. En particular con las lenguas aglutinantes del antiguo Oriente Medio y el Cáucaso. Ejemplos de relaciones sugeridas incluyen a las lenguas hurrito-urartianas, las lenguas alarodianas, el vasco, las lenguas drávidas (ver lenguas elamo-drávidas), las lenguas munda (Igor M. Diakonoff), las lenguas uralo-altaicas como el húngaro (Miklos Erdy) y las lenguas tibetano-birmanas (Jan Braun). Más credibilidad se da a la inclusión en las superfamilias nostrática y dene-caucasiana.

## Descripción lingüística

### Fonología
El inventario consonántico del sumerio viene dado por:
| CONSONANTES  | Bilabial | Alveolar | Palatal | Velar | Labio- velar | Laringal |
| ------------ | -------- | -------- | ------- | ----- | ------------ | -------- |
| Plosivas     | p b      | t d      |         | k g   | (gʷ)1        |          |
| Nasales      | m        | n        |         | g̃ ²   |              |          |
| Fricativas   |          | s z      | š       |       |              | h        |
| Africada     |          | ṙ ³      |         |       |              |          |
| Aproximantes |          | r, l     |         |       |              |          |
1 Los textos sumerios muestran alternancias entre b y g en ciertos contextos, por lo que algunos autores proponen que existía un fonema labiovelar /(gʷ)/ que era representado o bien por b o g, su existencia como fonema no está clara.

² Este signo identificado inicialmente como una oclusiva velar resultó ser una nasal velar /ŋ/, por lo que se optó por denotarla con el signo g̃ para no romper con la tradición,

³ La realización fonética de este fonema no está clara; se le ha representado como dr, dr o ř. Recientemente se ha propuesto que corresponde a una africada /ʦʰ/.
El inventario vocálico consta de cuatro unidades distintivas denotadas como /i,e,a,u/. No parece haber diferencias en la cantidad vocálica, a diferencia de lo que sucede en acadio.

### Gramática
El sumerio posee una distinción entre el género animado e inanimado. 
Es una lengua parcialmente ergativa, es decir, se comporta como ergativa en algunos contextos y como lengua nominativo-acusativa (como el español) en otros.
En una lengua ergativa el sujeto de una frase con objeto directo (verbos transitivos) está en el llamado caso ergativo, que en sumerio está marcado con el sufijo -e. El sujeto de un verbo intransitivo y el objeto directo de un verbo transitivo están en el caso absolutivo, que en sumerio y la mayoría de las lenguas ergativas no viene marcado por sufijo.
Ejemplo:
| lugal-e e2 mu-du3         | lugal ba-gen |
| El rey construyó la casa. | El rey fue.  |

Existe un gran número de casos: nominativo, ergativo, genitivo, dativo, locativo, comitativo, ecuativo ("igual, como"), terminativo ("a"), ablativo ("de"), etc. La lista varía algo según las gramáticas.
Otra característica del sumerio es el gran número de homófonos (palabras que suenan igual, pero poseen significados distintos) - o quizás pseudohomófonos ya que pudiera haber diferencias en la pronunciación de las que no tengamos noticias. Los diferentes homófonos y los diferentes signos cuneiformes que los indican están marcados con números por convención, con los números 2 y 3 sustituidos por acentos agudo (´) y grave (`) respectivamente. Por ejemplo, du = "ir", du3 = dù = construir.

### Verbo
El sumerio se comporta como lengua nominativa-acusativa por ejemplo en la 1.ª y 2.ª persona del tiempo presente-futuro del incompletivo (conjugación conocida también como maruu), pero como ergativa en casi todos los demás casos. Comportamientos similares se encuentran en una serie de lenguas no relacionadas.
Ejemplo:
| i3-du-un (<< *i3-du-en) | e2 i3-du3-un (<< *i3-du3-en) |
| Yo iré.                 | Yo construiré la casa.       |

Se puede ver el contraste con la 3.ª persona del pasado más arriba.
Se ha llegado a decir que la lengua posee dos tiempos (pasado y presente-futuro), pero actualmente se describen como aspecto completivo e incompletivo. El verbo sumerio tiene dos conjugaciones, la transitiva y la intransitiva, y (para los acadiohablantes) tuvo dos aspectos, llamados hamtu y maru, de acuerdo con aquellos nombres dados en listas lexicográficas acadias de sumerio; estos aspectos verbales hacen referencia, probablemente, al grado de "completitud" de la acción verbal (hamtu: acabada, perfectiva; maru: inacabada, imperfectiva), algo que debió llamar la atención de los escribas acadios, quienes recogen en sus traducciones, junto a las formas verbales, el aspecto hamtu o maru del verbo concreto.
Las terminaciones verbales son:
1.ª persona, sing., intransitivo, -en
1.ª persona, pl., intransitivo, -en-dè-en
2.ª persona, pl., intransitivo, -en-zè-en

### Morfología nominal
Las palabras sumerias están constituidas normalmente por una raíz de una o dos sílabas, aunque también pueden existir palabras de tres sílabas. Existen una serie de marcadores que pueden adherirse a la raíz, y según un cierto orden. De manera orientativa, el orden por el que los marcadores se añaden al sustantivo es el que sigue: sustantivo-adjetivo-número-genitivo-relativo-posesivo-plural-caso. Se ejemplifica dicho orden en la siguiente transliteración:
/dig̃ir gal-gal-g̃u-ne-ra/ “Dios grande (repetido) – mi – plural – dativo”
La transliteración del cuneiforme, cuya traducción aproximada a un orden lógico en español podría resultar “para mis grandes dioses”, viene a representar el orden con el que se añaden los morfemas a la raíz nominal. Como podemos comprobar el orden en este caso es sustantivo-adjetivo-adjetivo-posesivo-plural-caso.
Siguiendo con los marcadores nominales, se considera que el marcador del plural es -(e)ne para los sustantivos de género humano, mientras que los sustantivos no humanos no se marcan con plural. Sin embargo, no está claro que sea el único procedimiento para la formación del plural, ya que existen otros métodos tales como la repetición, el empleo de palabras cuyo referente es un grupo (“varios”) o mediante complementos verbales.
En cuanto a los marcadores del caso, de acuerdo con la Cuneiform Digital Library Initiative de la Universidad de Oxford, las transliteraciones hacen uso por lo general de Ø (absolutivo), -e (ergativo), -e (adlativo), -ak (genitivo), -gin (ecuativo), -ra (dativo), -ese (directivo), -da (comitativo), -a (locativo), -ta (ablativo).
Los pronombres personales atestiguados en lengua sumeria son g̃a-e para la primera persona del singular, za-e para la segunda persona del plural, a-ne/ e-ne para la tercera persona del singular humano y a/e-ne-ne para la tercera persona del plural humano. Asimismo, los posesivos atestiguados son -g̃u en la primera persona del singular, -zu en la segunda persona del singular, -(a)n(i) en la tercera persona del singular humano y -b(i) en la tercera persona del singular no humano. El posesivo para la primera persona del plural es -me, para la segunda del plural es zu-ne-ne y para la tercera -(a)-ne-ne.
No obstante, dichas transliteraciones hay que tomarlas con cautela, están basadas en los textos que nos transmitieron los escribas babilónicos, que ya no eran hablantes nativos del sumerio.

### Léxico
El primer diccionario de sumerio se empezó a elaborar por el Museo de Arqueología y Antropología de la Universidad de Pensilvania en los años setenta del siglo XX, partiendo de los trabajos de Ake Sjoberg. El británico Steve Tinney comenzó a colaborar en el proyecto del diccionario en 1991 y luego lo dirigió; el equipo se completó con Tonia Sharlach y Phil Jones.

## Evolución del sistema de escritura
El sumerio fue uno de los primeros idiomas que pasó a ser escrito. El sistema empleado para fijar el idioma sumerio ha sido denominado “cuneiforme”, debido a la forma de los signos que sobre tablillas de arcilla húmeda se tallaban, con forma de cuña. En las primeras etapas de la escritura sumeria se utilizaron pictogramas, signos visibles que expresan un significado sin estar convencionalmente asociados con una forma lingüística. Representan esquemáticamente un símbolo, un objeto real o una figura. Un ejemplo de esta etapa la encontramos en la tablilla de Kish.
Sin embargo, con el tiempo, la escritura cuneiforme del sumerio fue dando entrada a signos más alejados de aquellos pictogramas. Desde alrededor del 2600 a. C., los logogramas fueron generalizándose, dando forma a la escritura cuneiforme. El cuneiforme arcaico convivió, en cualquier caso, con las formas previas del pre-cuneiforme. Algunos investigadores como Rosengarten (1967) han enumerado 468 signos utilizados en sumerio pre-sargónico de Lagash.
Cuando los hablantes de sumerio desaparecieron en torno al 1900 a. C., su lenguaje continuó siendo cultivado por los acadios. Incluso cuando los hablantes nativos de sumerio disminuyeron, el sumerio siguió utilizándose como medio de expresión culta y literaria. En definitiva, el sumerio sobrevivió el declive de la población sumeria, y aunque se extendió el uso de la lengua acadia, el sumerio continuó durante siglos siendo recordado como lengua escrita. Los primeros intentos de los acadios por escribir su lengua con el cuneiforme sumerio, datan de mediados del tercer milenio. Sin embargo, el acadio es una lengua diferente del sumerio, sin relación alguna, por lo que las transcripciones de acadio con cuneiforme sumerio estuvieron sujetas, obviamente, a importantes transformaciones y provocaron cambios en el sistema de escritura. Estos cambios se traducen en una variación de las frecuencias relativas de aparición de los distintos tipos de signos entre los textos sumerios y acadios. Por ejemplo, del primero al segundo, la frecuencia de logogramas disminuye y la de silabogramas aumenta.
Estos cambios introducidos en la nueva escritura parecen estar relacionados con la eficiencia de la estructura lingüística. El incremento de silabogramas introduce un factor importante en términos de eficiencia lingüística. Esto es, un sistema de signos en el que los sonidos son independientes del significado frente a otro en que los elementos son solo diferenciables por el significado. La reducción, por lo tanto, de signos en circulación es notable, y permite mediante la combinación de los signos representar cualquier palabra, generando un nuevo nivel de abstracción lingüística. Sin embargo, los acadios adoptaron la mayoría de los logogramas sumerios y siguieron utilizándolos. El aumento en la utilización de silabogramas por parte de los acadios es explicable también como consecuencia de la estructura silábica del acadio, para la cual los silabogramas sumerios habrían resultado insuficientes. Finalmente, los silabogramas fueron desarrollados para representar sílabas con más de un signo (ša-du-u, `montaña´), y se utilizaron como complementos de los logogramas, indicando su propia pronunciación o forma. En definitiva, logogramas, determinativos y silabogramas fueron adaptados por los acadios.
Los logogramas fueron los primeros en adaptarse al sistema acadio. Fue el paso más sencillo, y consistió en asociar los signos cuneiformes a las palabras acadias equivalentes de las sumerias. Por otra parte, los determinativos fueron utilizados con más frecuencia por los acadios. En parte porque los sumerios solo tenían determinativos de nombres. Los acadios, desarrollaron un sistema de determinativos fonéticos, que sirvieron para aportar un sonido específico asociado a un significado, por ejemplo, en verbos. Esto permitió desambiguar logogramas sumerios. Finalmente, los signos silábicos fueron adaptados como tal. Dado que los signos silábicos sumerios indicaban consonante y vocal, estos fueron tomados por el acadio invariablemente. Sin embargo, como se dijo más arriba, dado que el inventario sumerio era insuficiente para representar la estructura silábica del acadio, nuevos silabogramas fueron creados mediante la adición de valores sonoros.

## Texto de ejemplo

### Inscripción de Entemena de Lagaš

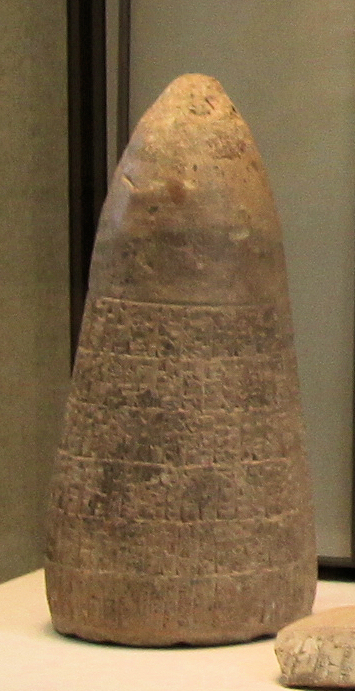
Cono de Enmetena, rey de Lagash, Sala 236 Referencia AO 3004, Museo del Louvre.

Este texto fue inscrito en un pequeño cono de arcilla alrededor del 2400 a. C. Relata el comienzo de una guerra entre las ciudades-estado de Lagaš y Umma durante el III Período Dinástico Temprano, uno de los primeros conflictos fronterizos registrados.
| I.1–7 | 𒀭𒂗𒆤 𒈗 𒆳𒆳𒊏 𒀊𒁀 𒀭𒀭𒌷𒉈𒆤 𒅗 𒄀𒈾𒉌𒋫 𒀭𒊩𒌆𒄈𒋢 𒀭𒇋𒁉 𒆠 𒂊𒉈𒋩                                                                                   |
|       | den-lil2 lugal kur-kur-ra ab-ba dig̃ir-dig̃ir-re2-ne-ke4 inim gi-na-ni-ta dnin-g̃ir2-su dšara2-bi ki e-ne-sur                  |
|       | "Enlil, rey de todas las tierras, padre de todos los dioses, por su firme mandato, fijó la frontera entre Ningirsu y Šara." |
| 8–12  | 𒈨𒁲 𒈗𒆧𒆠𒆤 𒅗 𒀭𒅗𒁲𒈾𒋫 𒂠 𒃷 𒁉𒊏 𒆠𒁀 𒈾 𒉈𒆕                                                                                              |
|       | me-silim lugal kiški-ke4 inim dištaran-na-ta eš2 gana2 be2-ra ki-ba na bi2-ru2                                              |
|       | "Mesilim, rey de Kiš, por orden de Ištaran, midió el campo y colocó una estela allí."                                       |
| 13–17 | 𒍑 𒉺𒋼𒋛 𒄑𒆵𒆠𒆤 𒉆 𒅗𒈠 𒋛𒀀𒋛𒀀𒂠 𒂊𒀝 |
|       | uš ensi2 ummaki-ke4 nam inim-ma diri-diri-še3 e-ak                                                                          |
|       | "Ush, gobernante de Umma, actuó de manera indescriptible."                                                                  |
| 18–21 | 𒈾𒆕𒀀𒁉 𒉌𒉻 𒂔 𒉢𒁓𒆷𒆠𒂠 𒉌𒁺 |
|       | na-ru2-a-bi i3-pad edin lagaški-še3 i3-g̃en                                                                                  |
|       | "Arrancó esa estela y marchó hacia la llanura de Lagaš."                                                                    |
| 22–27 | 𒀭𒊩𒌆𒄈𒋢 𒌨𒊕 𒀭𒂗𒆤𒇲𒆤 𒅗 𒋛𒁲𒉌𒋫 𒄑𒆵𒆠𒁕 𒁮𒄩𒊏 𒂊𒁕𒀝                                                                                          |
|       | dnin-g̃ir2-su ur-sag den-lil2-la2-ke4 inim si-sa2-ni-ta ummaki-da dam-ḫa-ra e-da-ak                                          |
|       | "Ningirsu, guerrero de Enlil, a su justa orden, hizo la guerra con Umma."                                                   |
| 28–31 | 𒅗 𒀭𒂗𒆤𒇲𒋫 𒊓 𒌋 𒃲 𒉈𒌋 𒅖𒇯𒋺𒁉 𒂔𒈾𒆠 𒁀𒉌𒍑𒍑                                                                                              |
|       | inim den-lil2-la2-ta sa šu4 gal bi2-šu4 SAḪAR.DU6.TAKA4-bi eden-na ki ba-ni-us2-us2                                         |
|       | "A la orden de Enlil, arrojó su gran red de batalla sobre él y le amontonó túmulos en la llanura."                          |
| 32–38 | 𒂍𒀭𒈾𒁺 𒉺𒋼𒋛 𒉢𒁓𒆷𒆠 𒉺𒄑𒉋𒂵 𒂗𒋼𒈨𒈾 𒉺𒋼𒋛 𒉢𒁓𒆷𒆠𒅗𒆤                                                                                          |
|       | e2-an-na-tum2 ensi2 lagaški pa-bil3-ga en-mete-na ensi2 lagaški-ka-ke4                                                      |
|       | "Eannatum, gobernante de Lagash, tío de Entemena, gobernante de Lagaš"                                                      |
| 39–42 | 𒂗𒀉𒆗𒇷 𒉺𒋼𒋛 𒄑𒆵𒆠𒁕 𒆠 𒂊𒁕𒋩 |
|       | en-a2-kal-le ensi2 ummaki-da ki e-da-sur                                                                                    |
|       | "arregló la frontera con Enakale, gobernante de Umma"                                                                       |